# Byrsochernes caribicus
Byrsochernes caribicus är en spindeldjursart som beskrevs av Beier 1976. Byrsochernes caribicus ingår i släktet Byrsochernes och familjen blindklokrypare. Inga underarter finns listade.